# Amplicephalus buenus
Amplicephalus buenus är en insektsart som beskrevs av Delong 1984. Amplicephalus buenus ingår i släktet Amplicephalus och familjen dvärgstritar. Inga underarter finns listade i Catalogue of Life.